# Ewa Salamon
Ewa Salamon (ur. 1934–1935, 1937 lub 1938 w Mogielnicy, zm. 23 stycznia 2011 w Warszawie) – polska artystka plastyczka, graficzka i ilustratorka. 

## Życiorys i kariera zawodowa
Urodziła się w Mogielnicy. W latach 50. podjęła studia na Akademii Sztuk Pięknych w Warszawie. W 1960 obroniła dyplom w pracowni prof. Jana Marcina Szancera. Jej debiutem artystycznym były ilustracje wykonywane do wydanej w tym samym roku książki Uliczka Tabliczki Mnożenia autorstwa Wandy Chotomskiej.  
W swojej twórczości zajmowała się przede wszystkim ilustrowaniem książek i czasopism dla dzieci i młodzieży. Wykonała ilustracje do około 100 tytułów. Współpracowała z najpopularniejszymi polskimi autorkami książek dla dzieci i młodzieży, takimi jak Wanda Chotomska, Wiera Badalska, Maria Szypowska, Saturnina Leokadia Wadecka czy Joanna Kulmowa. Ilustracje autorstwa Salamon znalazły się także w polskich wydaniach Alicji w Krainie Czarów Lewisa Carolla, Brzydkiego Kaczątka Hansa Christiana Andersena czy Ptaka-straszydła i innych baśni braci Grimm. Na samym początku swojej kariery zawodowej nawiązała współpracę z czasopismami „Świerszczyk” oraz „Promyczek” oraz polskimi wydawnictwami, takimi jak Iskry, Nasza Księgarnia, Książka i Wiedza czy Krajowa Agencja Wydawnicza (KAW), co zapewniło jej ciągłość zamówień.
W latach 60. ilustracje autorstwa Salamon znalazły się w około 40 publikacjach. Tworzone przez nią wówczas ilustracje wykorzystywały zróżnicowane techniki graficzne, między innymi litografię, czego przykładem są ilustracje do książek Rozalka Olaboga autorstwa Anny Kamieńskiej albo Długi deszczowy tydzień autorstwa Jerzego Broszkiewicza, wydanych w 1968 roku. Zdaniem Anity Wincencjusz-Patyny styl Ewy Salamon w tym okresie charakteryzowały: prosty rysunek, graficzna kreska, szrafowania, syntetyzacja formy, liczne uproszczenia oraz subtelna linia. Artystka od początku swojej kariery zawodowej niejednokrotnie wykonywała ilustracje w technice kolażu, łącząc papier z materiałami, koronkami i nićmi.  
Na przełomie lat 60. i 70. Salamon wypracowała swój indywidualny styl, kontynuowany przez artystkę w późniejszych dekadach. Główną inspirację dla niego stanowiła sztuka secesyjna, szczególnie twórczość Alfonsa Muchy i Ottona Eckmanna. Cechami charakterystycznymi ilustracji tworzonych przez Salamon stały się: wyraźny kontur, płynna kreska oraz zwielokrotnione linie. Kompozycje charakteryzowało rozedrganie i poruszenie przedstawionych na ilustracjach postaci, budynków i natury. Stylistyka obrana przez artystkę w tym czasie stała się znakiem rozpoznawczym jej twórczości.    
Ilustracje wykonywane przez Salamon w latach 70. i 80. tworzyły nastrój magii, melancholii, tajemnicy, niekiedy grozy. Określane są jako oniryczno-baśniowe, o wypracowanym języku formalnym:

Artystka doskonale czuje i z powodzeniem na nowo tworzy magiczne światy. Nie dziwi więc, że najwięcej wśród zilustrowanych tytułów przedziwnych opowieści o bajkowych krainach, baśni (Andersen), poezji, które z definicji tworzą klimat nierealności, ulotności, wszechwładnej fantazji. Są jakby za mgłą, stąd ich celowe delikatne archaizowanie. Aurę niezwykłości artystka buduje także dzięki nietypowej perspektywie rządzącej się swoimi, na pewno nie optycznymi, prawami […]

W 1977 ukazało się pierwsze wydanie Kuchni pełnej cudów autorstwa Marii Terlikowskiej, do której ilustracje wykonała Salamon. Książka ta była wznawiana kilkukrotnie i osiągnęła nakład setek tysięcy egzemplarzy, co czyniło z niej publikację niezwykle popularną.       
Pod koniec lat 60. Salamon podjęła współpracę ze Studiem Filmów Rysunkowych w Bielsku-Białej, opracowując filmy animowane reżyserowane przez Leszka Lorka (m.in. Pan Zegarek i Doktor Zdrówko).       
Od lat 70. Salamon zajmowała się także grafiką użytkową, wykonując plakaty reklamowe dla różnych instytucji. Jest autorką popularnego plakatu Cepelii, wykonanego w technice kolażu i przedstawiającego postać dziewczęcą w wielobarwnym stroju ludowym, z warkoczem i w czepcu.      
W 1982 otrzymała Nagrodę Prezesa Rady Ministrów za twórczość na polu ilustracji książkowej dla dzieci i młodzieży.      
Salamon pozostała czynna zawodowo aż do końca lat 90. Zmarła 23 stycznia 2011 w Warszawie w wieku 76 lat.

## Twórczość

### Ilustracje książkowe
- 1960: Uliczka tabliczki mnożenia (Wanda Chotomska)
- 1967: Żuk (Jan Brzechwa)
- 1969: Trzy kotki (Irina Tokmakowa)
- 1970: Czarna krowa w kropki bordo (Wanda Chotomska)
- 1972: Brzydkie kaczątko (Hans Christian Andersen)
- 1973: Sreberko (Maria Rosińska)
- 1975: Ucieczka rogatych wikingów (Władysław Krapiwin)
- 1980: Egzamin niedojrzałości (Saturnina Leokadia Wadecka)
- 1981: Babcia Katarzyna (Anđelka Martić)
- 1983: Wiersze pod choinkę (Ludwik Jerzy Kern)
- 1985: Chatka bajek (Elżbieta Ostrowska)
- 1985: Wędrówka o kraju (Wiera Badalska)
- 1985: Niezwykłe przygody arcypsa Buka-Barego (Wanda Karczewska)
- 1986: Jak oswoić czarownicę (Wiera Badalska)

### Opracowanie plastyczne filmów animowanych
- 1968: Pan Zegarek (reż. Leszek Lorek)
- 1969: Doktor Zdrówko (reż. Leszek Lorek)
- 1970: Doktor Zdrówko i Lew (reż. Leszek Lorek)
- 1971: Witaminowe Cuda (reż. Leszek Lorek)

## Udział w wystawach zbiorowych
- 1973: Ogólnopolska wystawa grafiki książkowej „Sztuka Książki” (Zachęta Narodowa Galeria Sztuki, Warszawa)
- 1981: 3. Ogólnopolska Wystawa „Dziecko w sztuce” (BWA Galeria Zamojska, Zamość)
- 1983: Wystawa ilustracji książkowej „Baśniowy świat dziecka” (Sofia, Zamość)
- 1985: „Polska ilustracja dla dzieci” (Zachęta Narodowa Galeria Sztuki, Warszawa)[10]
- 2009: „Doktor Doolittle i inni” (Galeria Grafiki i Plakatu, Warszawa)[11]
- 2016: „Wiosna z bajką” (Dom Aukcyjny Artissima, Warszawa)[12]
- 2017: „Lodorosty i bluszczary” (Muzeum Literatury, Warszawa)[13]
- 2020: „Motywy ludowe w plakacie polskim” (Etnocentrum Ziemi Krośnieńskiej, Krosno)[14]